# Dolby 3D

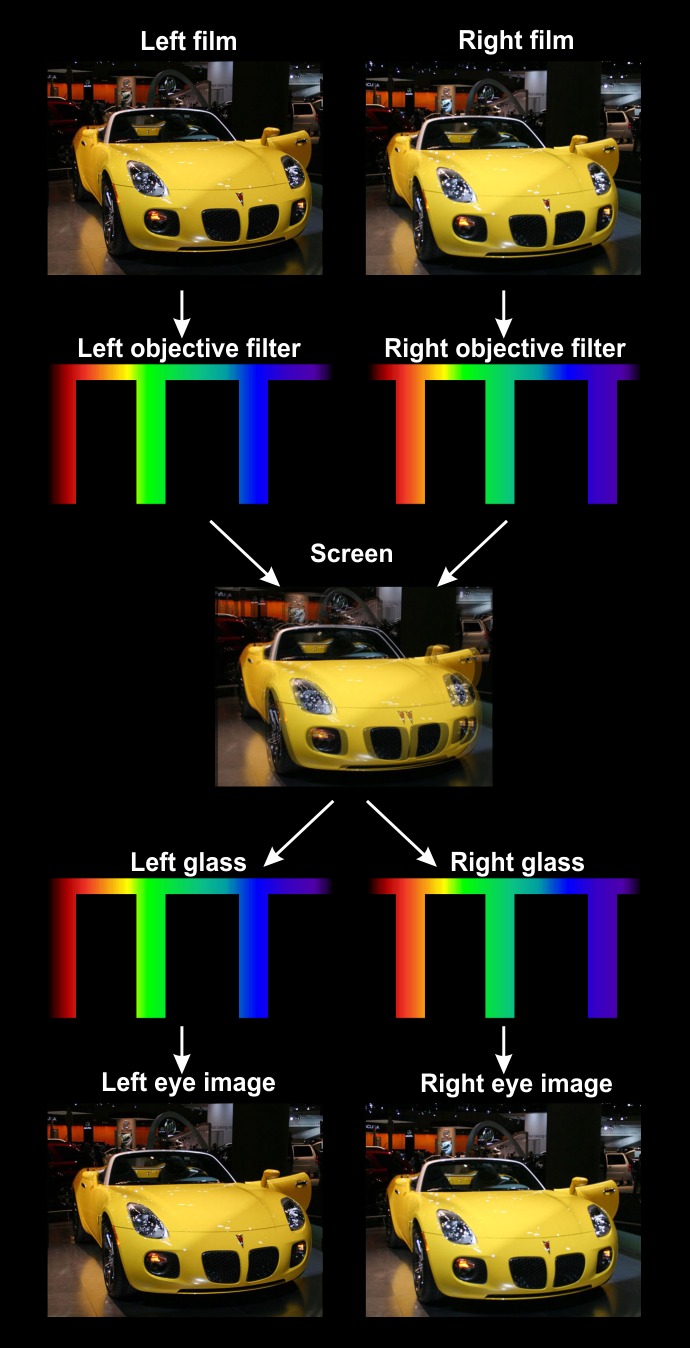

Il Dolby 3D Digital Cinema (comunemente conosciuto come Dolby 3D) è un nome commerciale per indicare i sistemi della Dolby Laboratories che trasmettono i film in 3D nei cinema digitali.

## Tecnologia
Il Dolby 3D utilizza un proiettore in grado di visualizzare contenuti 2D e 3D. Per quanto riguarda la visualizzazione 3D, utilizza una ruota di colori alternati integrata nel proiettore. Questa ruota di colori contiene un set di filtri rossi, verdi e blu in più rispetto a una ruota tipica. Il set supplementare di tre filtri produce la stessa gamma di colore della ruota tipica, ma è in grado di trasmettere la luce a lunghezze d'onda diverse. Gli occhialini con filtri dicroici complementari nelle lenti filtrano alternativamente l'uno o l'altro set di filtri. In questo modo, un proiettore è in grado di visualizzare le immagini stereoscopiche di destra e sinistra simultaneamente. Questo metodo di proiezione stereoscopica è chiamato visualizzazione multiplex delle lunghezza d'onda. I filtri dicroici negli occhialini Dolby 3D rendono questi molto più costosi e fragili rispetto a quelli della tecnologia utilizzata nei sistemi di occhiali a polarizzazione circolare come il sistema RealD e non sono del tipo usa e getta. Tuttavia, un importante vantaggio del Dolby 3D rispetto al sistema RealD è che il primo, al contrario del RealD non necessita di nessuno schermo speciale per funzionare, poiché il lavoro principale è svolto dal proiettore.